# Eurodif

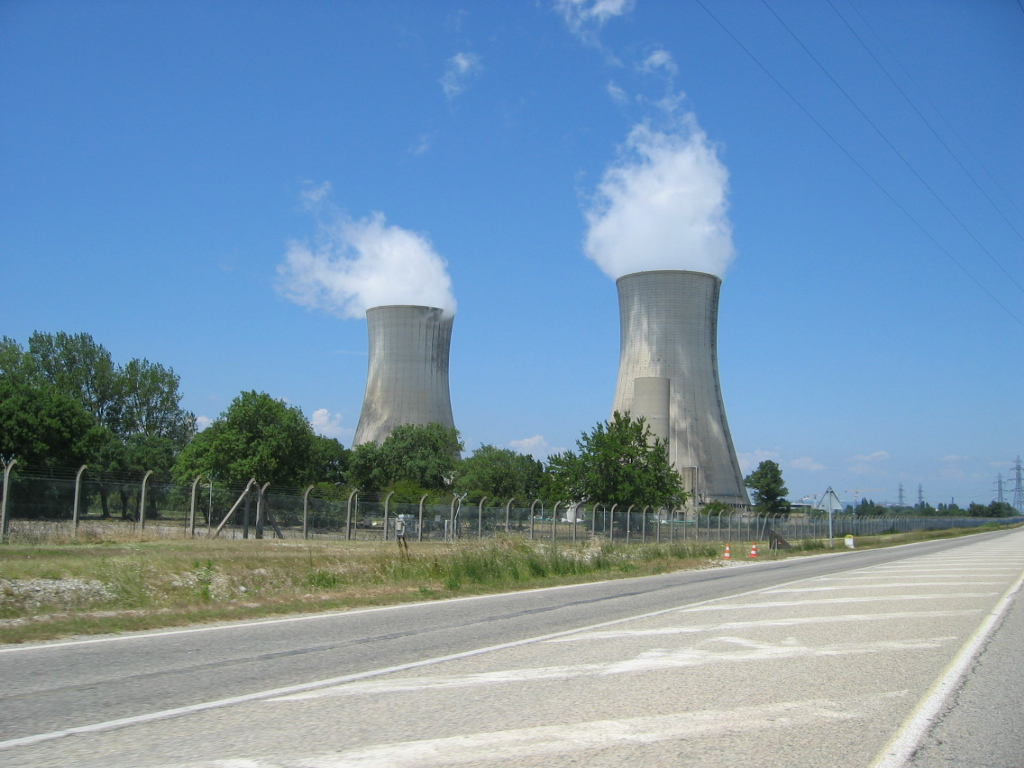
Die beiden Kühltürme der Anlage Eurodif

Eurodif steht für European Gaseous Diffusion Uranium Enrichment und ist eine Tochterfirma des französischen Nuklearkonzerns Areva. Eurodif betreibt mit der Tochterfirma Socatri eine Urananreicherungsanlage auf dem Gelände der französischen Nuklearanlage Tricastin bei Pierrelatte im Departement Drôme.

## Geschichte
1973 gründeten Frankreich, Belgien, Spanien, Italien und Schweden die EURODIF als Joint Venture. Anteilseigner waren für Frankreich die „Société d’Etudes et de Recherche d’Uranium“ mit 47,5 %, für Italien „AGIP Nucleare“ sowie „Comitato Nazionale per Energia Nucleare“ mit zusammen 22,5 %, für Schweden „AB Atomenergi“ mit 10 %, für Spanien „Empresa Nacional del Uranio SA“ mit 10 % und für Belgien die „Société Belge pour l’Enrichissement de l’Uranium“ mit 10 %.
Schweden zog sich 1974 von dem Projekt zurück; 1975 ging der schwedische Anteil (10 Prozent an EURODIF) an den Iran über, als Ergebnis von französisch-iranischen Verhandlungen. Man gründete die sogenannte „Sofidif“ (Société franco–iranienne pour l’enrichissement de l’uranium par diffusion gazeuse). Diese wurde zu 25 % an EURODIF beteiligt und ermöglichte somit dem Iran seinen zehnprozentigen Anteil an EURODIF.
1974 stellte Schah Mohammad Reza Pahlavi eine Milliarde Dollar (und 1977 weitere 180 Millionen Dollar) für den Bau der Anlage zur Verfügung, unter anderem, um das Recht zu haben, 10 % der späteren Produktion zu kaufen. Nach der Islamischen Revolution 1979 stellte der Iran seine Zahlungen ein. 1991 wurde eine Einigung erreicht: Frankreich erstattete dem Iran 1,6 Milliarden Dollar.
Mit dem Bau der Anlage wurde 1975 begonnen, sie nahm ihren ersten Betrieb 1979 auf und erreichte 1980 ihre volle Kapazität von 10.800 Tonnen Urantrennarbeit pro Jahr.
Die Anlage ist nach dem ersten Vorstandsvorsitzenden von Eurodif zwischen 1974 und 1976 Georges Besse benannt
und versorgt 40 Stromerzeuger in aller Welt mit angereichertem Uran.
Sie wird über die beiden Kühltürme am Standort gekühlt und liefert Fernwärme für 2400 Wohnungen in Pierrelatte sowie 42 ha Gewächshäuser und die örtliche Krokodilzucht zur Lederherstellung.
Der Anreicherungsprozess wurde vom Gasdiffusions-Verfahren auf das deutlich energiesparendere Gaszentrifugen-Verfahren umgestellt. Die alte Anreicherungsanlage benötigte die Leistung von drei Kernreaktoren (ca. 3 GW), das neue Verfahren benötigt nur noch 50 MW für die gleiche Menge angereichertes Uran.
Die neue Anlage „Georges Besse II“ nahm am 9. Dezember 2009 ihren Betrieb auf und soll bis 2016 die volle Kapazität von jährlich 7,5 Mio. Trennarbeitseinheiten erreichen, während die alte Eurodif-Anlage bis 2020 komplett rückgebaut werden soll. Im Juni 2008 gab AREVA bekannt, dass Suez eine 5 %-Beteiligung an der neuen Anlage übernimmt.
Das 1974 gegründete AREVA-Tochterunternehmen SOCATRI kümmert sich um den geplanten Abriss der Altanlage, die Wartung und die Reinigung der Abwässer.

## Störfall
Anfang Juli 2008 trat in der Anlage eine größere Menge einer Lösung mit nicht angereichertem Uran aus und gelangte in die Umgebung. Der Vorfall wurde am 8. Juli 2008 bekanntgegeben. Die radioaktive Lösung sickerte in den Erdboden und gelangte durch die Kanalisation in die kleineren Flüsse Gaffière und Lauzon, die Rhone, möglicherweise auch ins Grundwasser. Es wurde die Entnahme von Wasser und der Verzehr von Fischen aus den betreffenden Flussteilen für Privatleute und Bauern verboten.
Chronologie:
7. Juli, 19.00: Überlaufalarm für einen Tank mit Uranlösung. Er wird ignoriert.
8. Juli, 03.00: Personal stellt fest, dass Tank leergelaufen ist.
8. Juli, 05.30: Firmeninterner Alarm über ausgetretene Radioaktivität.
8. Juli, 07.30: Die französische Atomaufsichtsbehörde ASN wird informiert.
8. Juli, 14.00: Information der umliegenden Gemeinden.
Über die Menge der ausgetretenen Schadstoffe schwanken die Angaben zwischen 6,25 Kubikmeter Lösung mit etwa 75 Kilogramm nicht angereichertem Uran (Betreiberangabe) und 30 Kubikmeter Lösung mit etwa 360 Kilogramm Uran (ASN). Einer unabhängigen Untersuchung der Organisation CRIIRAD zufolge sollen bei dem Vorfall die gesetzlichen Grenzwerte für die jährliche Strahlenabgabe in die Umwelt um mehr als das 100-fache überschritten worden sein.
Bei dem Störfall soll es in einer Anlage zur Behandlung von Uranlösungen zu einem Kesselüberlauf gekommen sein. Das für solche Vorfälle vorgesehene Rückhaltebecken sei wegen Arbeiten undicht gewesen.
Am 14. Oktober 2010 wurde SOCATRI vom Gericht in Carpentras zu einer Geldstrafe von 40.000 Euro wegen unterlassener Benachrichtigung der Atomsicherheitsbehörde Autorité de sûreté nucléaire und des Département Vaucluse verurteilt. Vom Vorwurf der Wasserverschmutzung wurde das Unternehmen freigesprochen, da es in Frankreich bezüglich radioaktiver Stoffe keine Trinkwassergrenzwerte gibt.
Ende September 2011 hob das Berufungsgericht in Nîmes das Urteil auf und verurteilte Socatri für die Trinkwasserverschmutzung zu einer Strafe von 300.000 Euro und Schadenersatz von jeweils 20.000 Euro für die als Nebenkläger auftretenden Organisationen (darunter Greenpeace, Sortir du nucléaire, Les Amis de la Terre und 'France Nature Environnement') und von jeweils 10.000 Euro für ein dutzend klagende Anwohner.